# یعکوو فرنکل
 یعکوو فرنکل (روسی: Яков Ильич Френкель؛ زاده ۱۰ فوریهٔ ۱۸۹۴ درگذشته ۲۳ ژانویهٔ ۱۹۵۲) یک فیزیک‌دان اهل روسیه بود.